# Galina Melnik

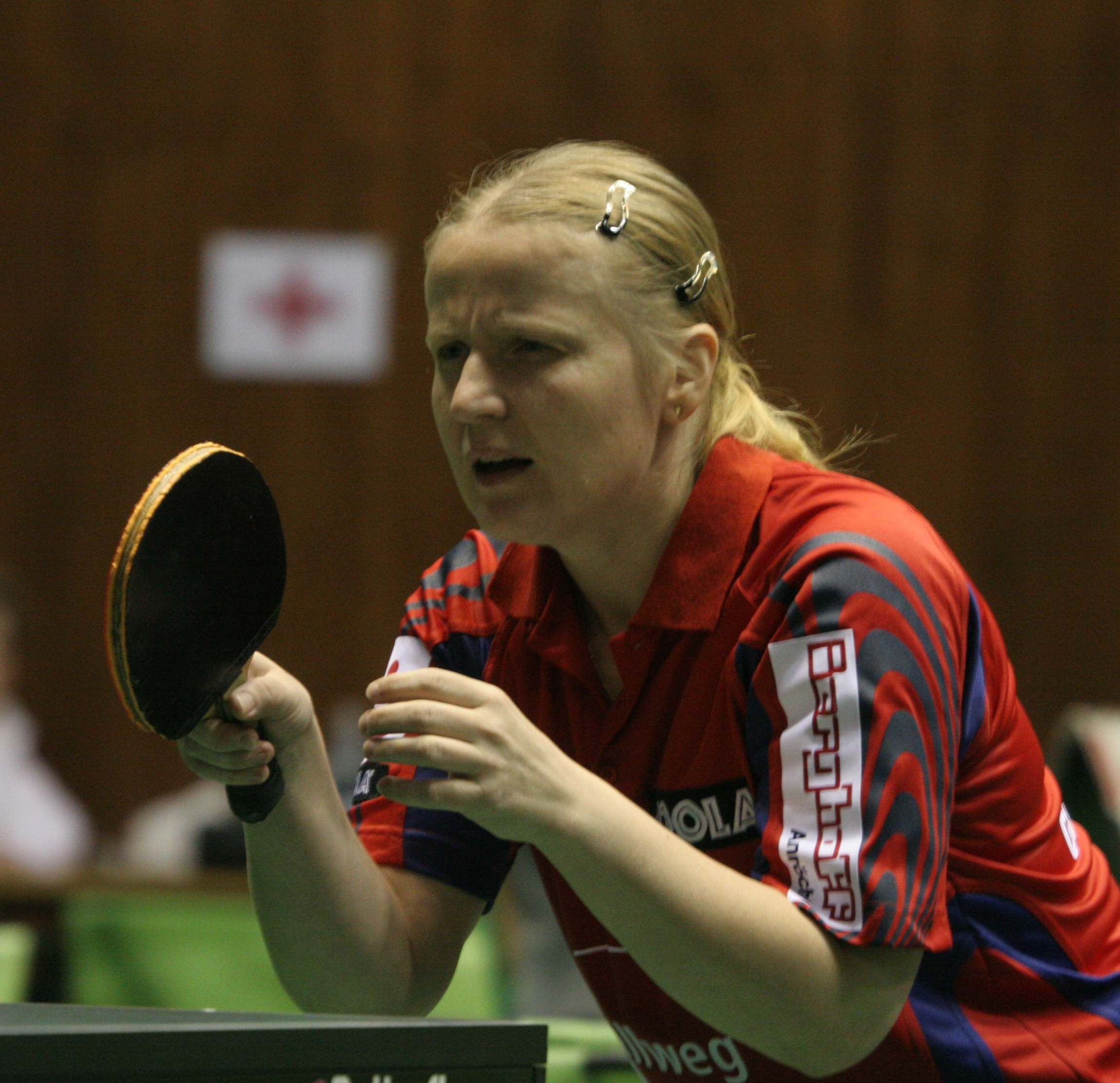
Galina Melnik in 2006

Galina Nikolajevna Melnik (Russisch: Галина Николаевна Мельник) (Moskou, 27 april 1970) is een voormalig Russisch tafeltennisspeelster. Ze won met de nationale vrouwenploeg in 1994 zowel de WTC-World Team Cup als het landentoernooi van de Europese kampioenschappen in Birmingham. De Russische veroverde individueel een bronzen medaille op de Europese Top-12 van 2003.

## Sportieve loopbaan
Melnik maakte haar debuut in het internationale (senioren)circuit op de wereldkampioenschappen van 1989 in Dortmund. Het officiële WK zou niettemin nooit haar toernooi worden. In haar tien deelnames tot en met 2004 kwam ze in Göteborg 1993 het dichtst bij een medaille, toen ze vijfde werd in het landentoernooi.
Melnik speelde in clubverband onder meer voor TTV Noordkop in de Nederlandse eredivisie en voor MGFSO Dynamo in eigen land. Ze vertegenwoordigde haar vaderland op de Olympische Zomerspelen van 1992, 2000 en 2004.